# Angel Kirilow
Angel Kirilow (bulgarisch Ангел Кирилов; * 8. August 1943) ist ein ehemaliger bulgarischer Radrennfahrer.

## Sportliche Laufbahn
Sein größter sportlicher Erfolg war der zweite Platz in der Internationalen Friedensfahrt 1967 hinter Marcel Maes aus Belgien. Er bestritt das Etappenrennen auch 1965 (40.), 1966 (16.), 1968 (ausgeschieden) und 1969 (36.). 1965 gewann er eine Etappe der Bulgarien-Rundfahrt 1965, die er als Zweiter hinter dem Sieger Jiri Háva beendete. 1966 siegte er erneut auf einer Etappe in der heimischen Rundfahrt und wurde Dritter der Gesamtwertung. 1967 wurde er Dritter im Grand Prix de l’Humanité in Paris.